# Лидинская
Лидинская — деревня в Баяндаевском районе Иркутской области России. Входит в состав муниципального образования «Васильевск».

## География
Находится примерно в 21 км к востоку от районного центра.

## Население
| 2002 | 2010 | 2011 | 2012 |
| ---- | ---- | ---- | ---- |
| 107  | ↘85  | →85  | ↗86  |

Гендерный состав
По данным Всероссийской переписи в 2010 году 46 мужчин и 39 женщин из 85 человек.